# قصه تاج و تخت
قصه تاج و تخت (به هندی: Kissa Kursi Ka) فیلمی محصول سال ۱۹۷۷ و به کارگردانی آمریت ناهاتا است. در این فیلم بازیگرانی همچون شبانه اعظمی، راج کیران، اوتپال دوت، ریحانا سلطان، منهور سینگ ایفای نقش کرده‌اند.